# Кривошеев, Абрам Григорьевич
Абрам Григорьевич Кривошеев (12 ноября 1933, Витебск — 4 января 2014, Германия) — советский легкоатлет, специалист по бегу на средние дистанции. Выступал за сборную СССР по лёгкой атлетике в конце 1950-х — середине 1960-х годов, победитель первенств всесоюзного и республиканского значения, участник двух летних Олимпийских игр. Представлял город Черновцы и спортивное общество «Спартак». Мастер спорта СССР.

## Биография
Родился 12 ноября 1933 года в городе Витебске Белорусской ССР.
Занимался лёгкой атлетикой в Черновцах, выступал за Украинскую ССР и добровольное спортивное общество «Спартак». Проходил подготовку под руководством тренера С. Вакурова.
Впервые заявил о себе на всесоюзном уровне в сезоне 1958 года, когда на чемпионате СССР в Таллине стал бронзовым призёром в беге на 400 метров. Попав в состав советской сборной, выступил на чемпионате Европы в Стокгольме, где занял пятое место в эстафете 4 × 400 метров.
В 1959 году на чемпионате страны в рамках II летней Спартакиады народов СССР в Москве одержал победу в беге на 800 метров и получил серебро в эстафете 4 × 400 метров. Бежал 800 метров в матчевой встрече со сборной США в Филадельфии.
На чемпионате СССР 1960 года в Москве взял бронзу на дистанции 800 метров. Благодаря череде удачных выступлений удостоился права защищать честь страны на летних Олимпийских играх в Риме — в программе 800 метров сумел дойти до стадии полуфиналов.
В 1962 году на очередном чемпионате СССР в Москве превзошёл всех соперников в беге на 800 метров и завоевал золотую медаль. Находился среди участников матчевой встречи со сборной США в Стэнфорде. На чемпионате Европы в Белграде в той же дисциплине финишировал шестым.
В 1963 году на III летней Спартакиаде народов СССР в Москве стал бронзовым призёром на дистанции 800 метров и вместе с командой Украинской ССР победил в эстафете 4 × 400 метров. Стартовал в матчевой встрече со сборной США в Москве.
На чемпионате СССР 1964 года в Киеве выиграл серебряные медали в беге на 800 метров и в эстафете 4 × 400 метров. Отметился выступлением в матчевой встрече со сборной США в Лос-Анджелесе. Принимал участие в Олимпийских играх в Токио, где на 800-метровой дистанции вновь остановился в полуфинале.
Был председателем Федерации легкой атлетики Черновицкой области Украинской ССР, заведующим кафедрой физического воспитания Черновицкого государственного медицинского института.
Умер 4 января 2014 года в Германии.